# 1992-1997
1992-1997 este un box set alcătuit din primele șase înregistrări (cinci albume de studio și un EP) ale proiectului lui Varg Vikernes, Burzum. Particularitatea acestui box set este că a fost lansat exclusiv pe discuri de vinil. Stephen O'Malley a contribuit cu noi coperți pentru fiecare dintre cele șase discuri. Include de asemenea și un poster. S-au produs doar 1000 de copii.
Discul Filosofem nu include piesa "Rundgang Um Die Transzendentale Säule Der Singularität" pentru că albumul este prea lung pentru a încăpea pe un singur disc.

## Lista discurilor
- Burzum (1992)
- Aske (EP) (1993)
- Det som engang var (1993)
- Hvis lyset tar oss (1994)
- Filosofem (1996)
- Dauði Baldrs (1997)

## Personal
- Varg Vikernes - vocal, toate instrumentele
- Euronymous - chitară (piesa 5 de pe albumul Burzum)
- Samoth -  chitară bas (piesele 1 și 3 de pe EP-ul Aske)